# Bertil af Ugglas
Gustaf Samuel Bertil Oscarsson af Ugglas, född 3 juli 1934 i Skeppsholms församling, Stockholms län, död 7 juli 1977 i Kungsängens församling, Stockholms län, var en svensk friherre, civilekonom och moderat politiker.

## Biografi
af Ugglas var moderaternas partisekreterare 1969–1974. Under åren 1976 till 1977 var han moderat gruppledare i riksdagen.
Han var son till kammarherren, friherre Oscar af Ugglas och hans hustru grevinnan Ingeborg Ulla "Susan", född Lewenhaupt. Han gifte sig 1966 med Margaretha Stenbeck.